# Константин Бобчев
Константин Николов Бобчев е български юрист, професор, доктор на държавностопанските науки и декан на Юридическия факултет на Софийския университет. Доктор в катедрата по политическа икономия в Юридическия факултет през 1939 – 1947 г.

## Биография
Роден е на 19 декември 1894 г. в Русе, Княжество България. Следва право в Санктпетербургския университет (1913 – 1915), но поради избухването на Първата световна война се завръща в България и завършва Юридическия факултет на Софийския университет през 1919 г. Завършва стопански науки във Фрайбургския университет през 1924 г. Доктор на държавностопанските науки на Фрайбургския университет. Специализира стопански науки в Лондон, Париж и Женева от 1934 г. до 1938 г.
Декан на Юридическия факултет през уч. 1941/42 г. и зам-декан през уч. 1942/43 г. Умира през 1976 г. в София, Народна република България.

## Избрани произведения
- Bobtschev, Konstantin. Der Gewinn der Produktionsmittelbesitzer als Rechtfertigung des Schutzzolles //  Weltwirtschaftliches Archiv 47.   1938. с. 497-538.
- Бобчев, Константин Н. Рационалност в стопанството и стопанската политика //  Годишник на Софийския университет. Юридически факултет; Annuaire de l'Universite de Sofia. Faculte de droit 39.   1944. с. 1-161.